# Estação de Melun
A Estação de Melun é uma importante estação ferroviária francesa localizada no território da comuna francesa de Melun, no departamento de Sena e Marne, na região da Ilha de França.
É uma estação da Société nationale des chemins de fer français (SNCF) servida por trens da linha D do RER, da linha R do Transilien e da rede TER Bourgogne-Franche-Comté.

## Situação ferroviária
Estabelecida a uma altitude de 55 metros, a estação de Melun está localizada no ponto quilométrico (PK) 44.076 da linha de Paris-Lyon a Marseille-Saint-Charles e no PK 56.907 da linha de Corbeil-Essonnes a Montereau.
Essas linhas se cruzam em Melun através de um salto de grau. O primeiro, vindo do norte, depois de cruzar o Sena pelo viaduto de Melun, continua para o sul em direção a Fontainebleau . O segundo, vindo do oeste, continua para o sul em direção a Montereau via Héricy, depois de passar sob os trilhos da linha Paris-Marselha e cruzar o Sena ao sul da estação na chamada ponte conhecida como du Pet au Diable entre as comunas de La Rochette e Vaux-le-Pénil.

## História
Após as dificuldades financeiras da Compagnie du chemin de fer de Paris à Lyon, o Estado teve que comprar de volta a linha de Paris a Lyon após a Revolução de 1848 e concluir a obra.
A estação foi inaugurada em 3 de janeiro de 1849 pelo Estado que, depois de ter realizado a obra, retrocedeu a linha em 1852 à Compagnie du chemin de fer de Paris à Lyon (PL). Tornou-se uma estação da Compagnie des chemins de fer de Paris à Lyon et à la Méditerranée (PLM) quando foi criada em 1857.
O edifício de passageiros, que foi amplamente redesenhado desde a sua construção, é obra do arquiteto François-Alexis Cendrier, que também construiu muitas outras estações para a companhia do PLM. Em 1866, o preço de uma passagem de ida de Paris a Melun custava 5,05 F na 1ª classe, 3,80 F na 2ª classe e 2,75 F na 3ª classe.
Em 1912, Melun era um importante centro ferroviário. Além da linha de tramway de Verneuil-l'Étang a Melun, cujo terminal não era localizado perto da estação, mas no outro extremo da cidade, um grande número de serviços faziam parada aqui. De fato, a linha de tramway de Melun a Barbizon, as linhas de Paris a Melun via Combs-la-Ville, de Paris a Melun via Juvisy, de Melun a Montereau via Héricy, de Melun a Montereau se encontram ou terminam ali. via Fontainebleau, de Melun a Nevers via Moret, de Melun a Malesherbes via Chapelle-la-Reine, de Melun a Laroche-Migennes via Montereau e finalmente de Melun a Provins.

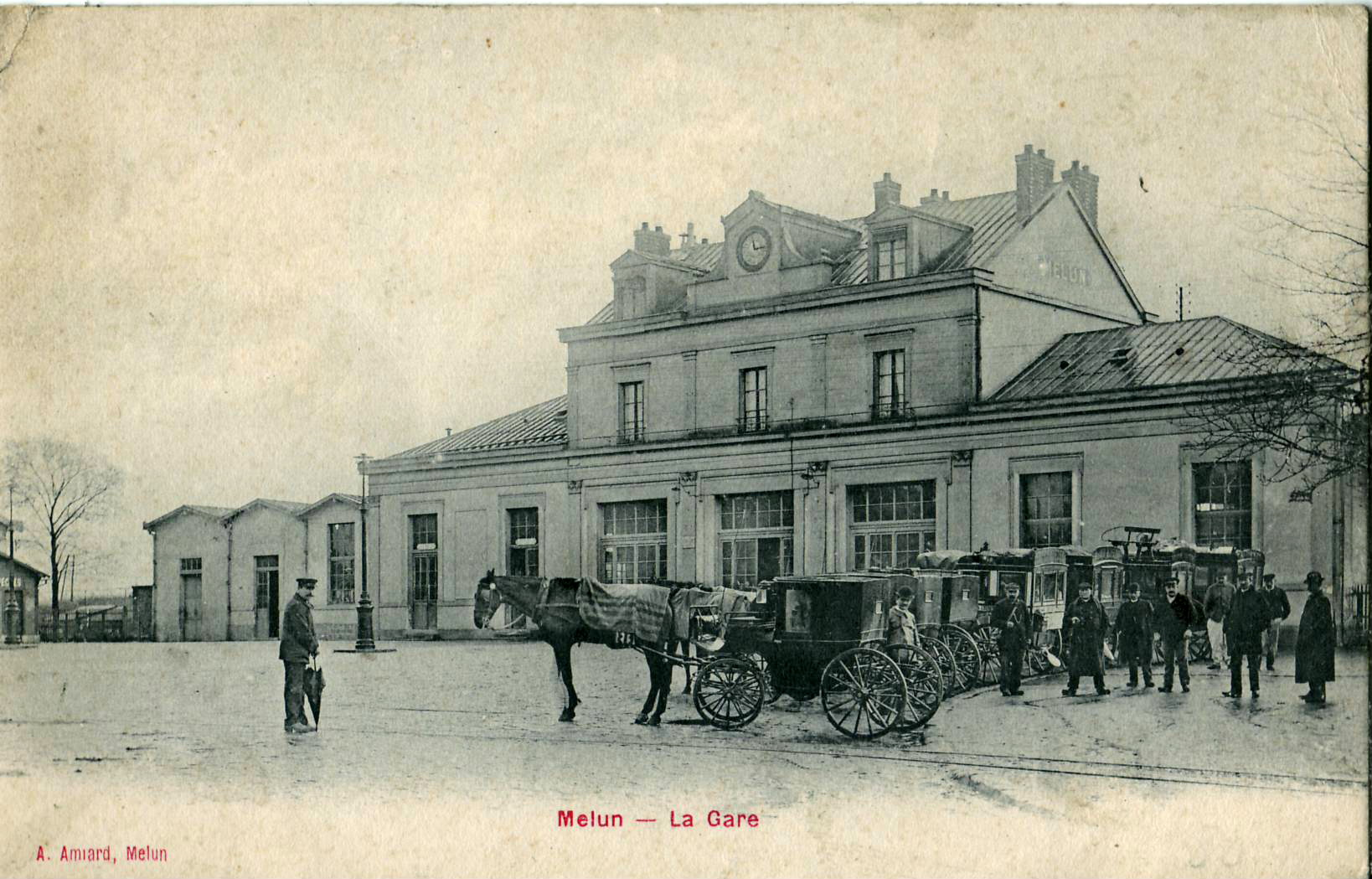
A estação por volta de 1900.
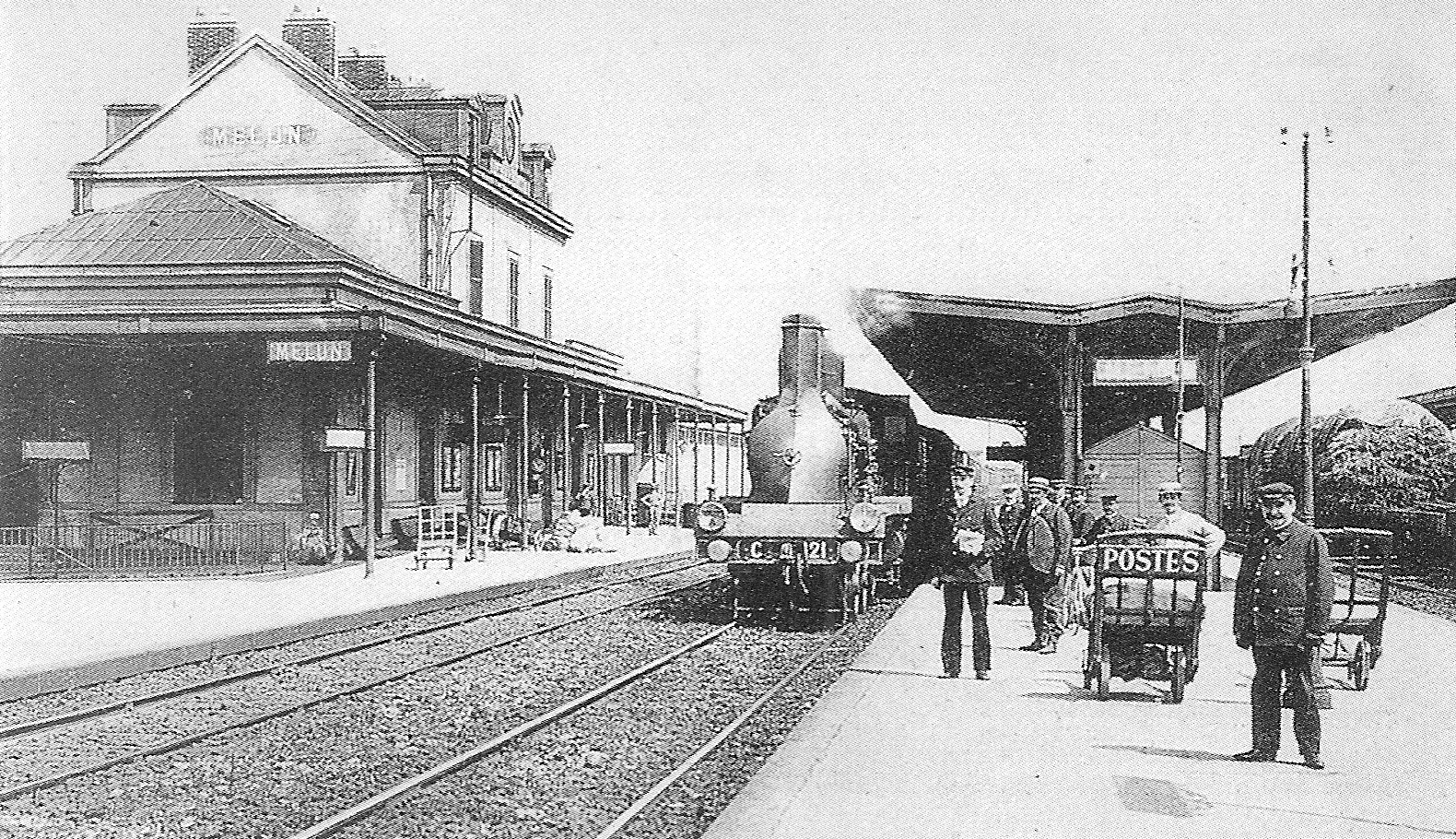
O interior da estação no início do século XX.
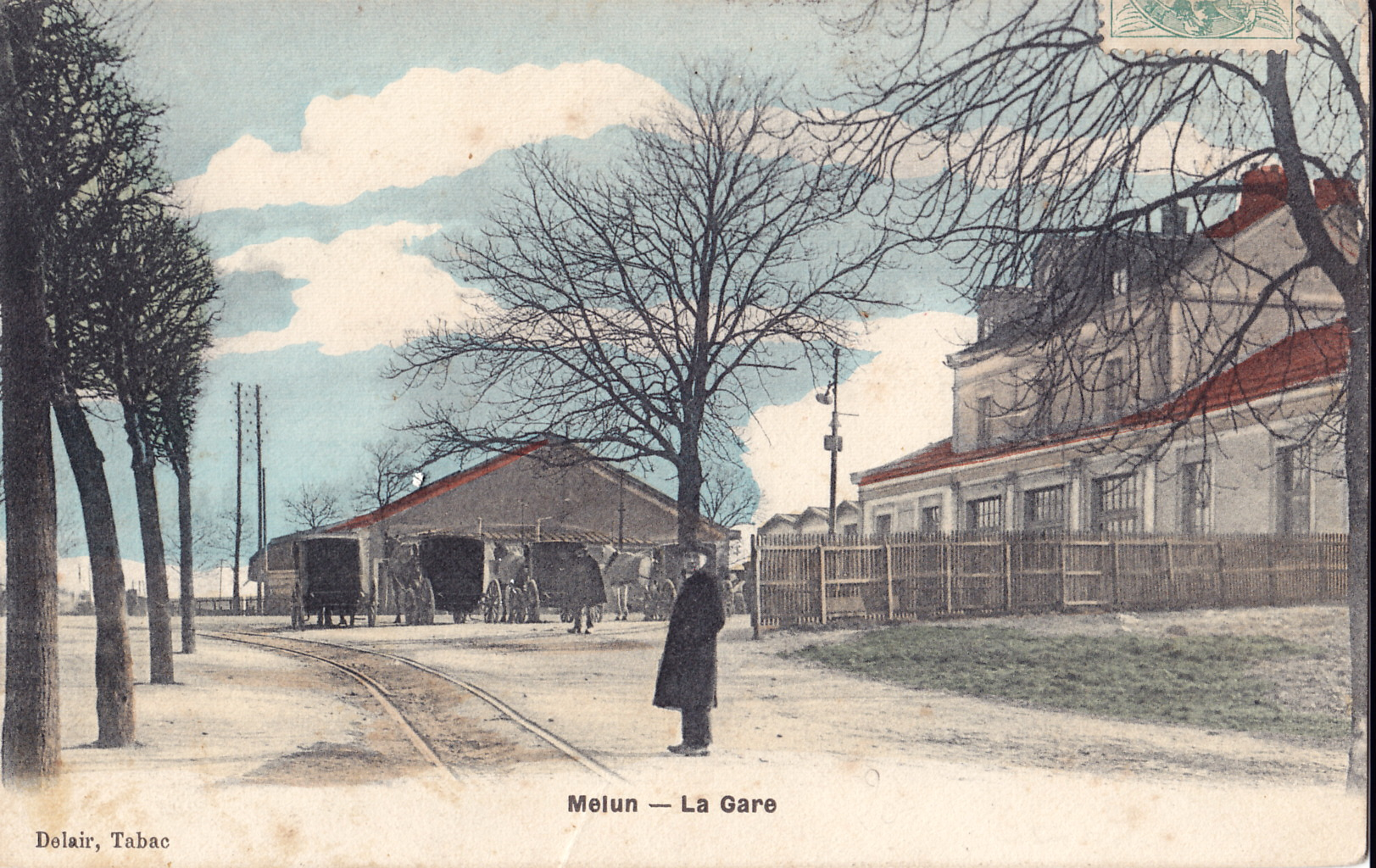
O pátio de mercadorias, no início do século XX. Em primeiro plano, a linha do bonde de Melun a Barbizon .

Em 1979, o edifício histórico foi demolido por um piso e recebeu uma nova fachada. As plataformas foram levantadas em 1980.
Em 1999, uma ligação TGV "Yonne - Méditerranée" foi criado, ligando a estação de Melun à estação de Marseille-Saint-Charles em três horas e trinta minutos. Os trens que partem de Melun servem as principais estações da linha clássica para Lyon, onde se juntam ao LGV e depois param nas estações de TGV. Devido ao seu fracasso comercial e seu alto custo fornecido pelas autoridades locais, o serviço foi cancelado em 11 de dezembro de 2011 e substituído pelo estabelecimento de uma conexão cronometrada entre Paris e Lyon pela linha clássica, operada como TER Bourgogne.
Em 2012, foi concluída uma nova reforma incluindo uma nova fachada, uma nova carta gráfica e equipamentos mais recentes para todos os acessos de passageiros existentes do exterior.
Em 2019, segundo estimativas da SNCF, o atendimento anual na estação foi de 15 787 310 passageiros em comparação com 15 706 181 em 2018 e 15 647 375 em 2017.

### Acidentes

#### Novembro de 1913
Em 4 de novembro de 1913 o trem postal nº 11 com destino a Marselha atingiu o trem rápido nº 2 vindo da mesma cidade no nível do atual Tribunal de Grande Instância e pegou fogo. O desastre deixou 40 mortos e 12 feridos.

#### Outubro de 1991
Em 17 de outubro de 1991 o trem-leito Nice – Paris liderado pelo BB 22336 atingiu às 6 h 29 um trem de carga de Corbeil, rebocado pelo BB 8195. Sob a violência do impacto, um vagão-leito do trem subiu no teto de sua locomotiva. O acidente causou a morte de 16 pessoas e 55 feridos.

## Serviço aos passageiros

### Entrada
A estação possui um edifício de passageiros no qual o serviço comercial é prestado todos os dias a partir das 5 h à 1 h 30. Uma única passagem subterrânea com escadas dá acesso às plataformas. De 2010 a 2012, o seu acesso ao público e ao edifício de passageiros foi alvo de uma grande remodelação para melhorar o conforto, a ergonomia e a estética desta importante estação. Displays e autômatos foram alterados para materiais mais recentes.

### Ligação
A estação de Melun é o terminal dos trens da linha D do RER em proveniência ou indo para Juvisy via Corbeil-Essonnes, bem como aqueles vindos de Paris e do norte da linha via Combs-la-Ville. É também a origem dos trens da linha R do Transilien de ou para Montereau via Champagne-sur-Seine . Também é servido por comboios da linha R que efetuam as ligações Paris-Gare-de-Lyon - Montargis ou Montereau via Moret, sendo estes trens sem escalas entre Paris e Melun. Alternando com os comboios da linha R que circulam entre Paris e Montereau (estes trens servem as mesmas estações), a estação também é servida por trens da rede TER Bourgogne-Franche-Comté que circula entre Paris-Gare-de-Lyon e Laroche - Migennes.
Desde Dezembro de 2008, a estação de Melun tem beneficiado de um serviço regular de comboios diretos entre Melun e Paris (Linha R e TER Bourgogne-Franche-Comté), com um comboio de um quarto de hora nas horas de ponta e um comboio de meia hora nas horas fora de ponta durante a semana e aos fins-de-semana.

### Intermodalidade
A estação é servida pelas linhas A, C, Cd, D, E, F, Fd, G, K, L, M, N, S4, S5 e pelo serviço de transporte sob demanda « Melun Nord » da rede de ônibus do Grand Melun, pelas linhas 01, 18, 34, 46 e 47 da rede de ônibus Seine-et-Marne Express, pelas linhas 09 e 11A da rede de ônibus do cantão de Perthes-en-Gâtinais, pelas linhas 24 e 37A da rede de ônibus Yerres - Brie Centrale, pela linha 30 da sociedade de transporte Darche Gros, pela linha 41 da rede de ônibus de Vulaines e, à noite, pela linha N132 da rede Noctilien.
Esta estação dispõe de um parque de estacionamento pago com capacidade para 500 lugares.

## Serviço de carga
Esta estação está aberta ao serviço de carga.

## Galeria de fotografias

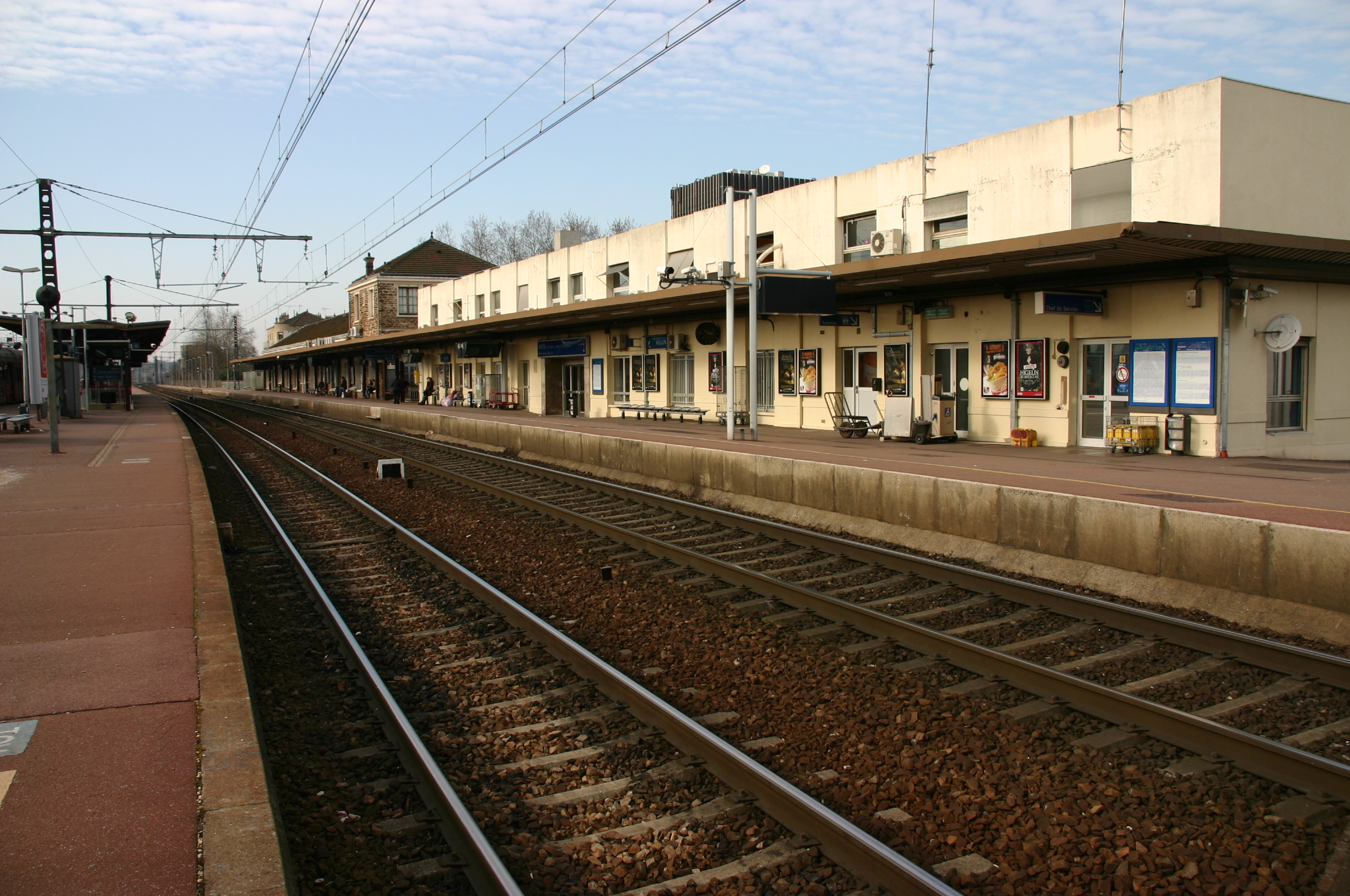
Vista do edifício de passageiros a partir de uma plataforma (2007).
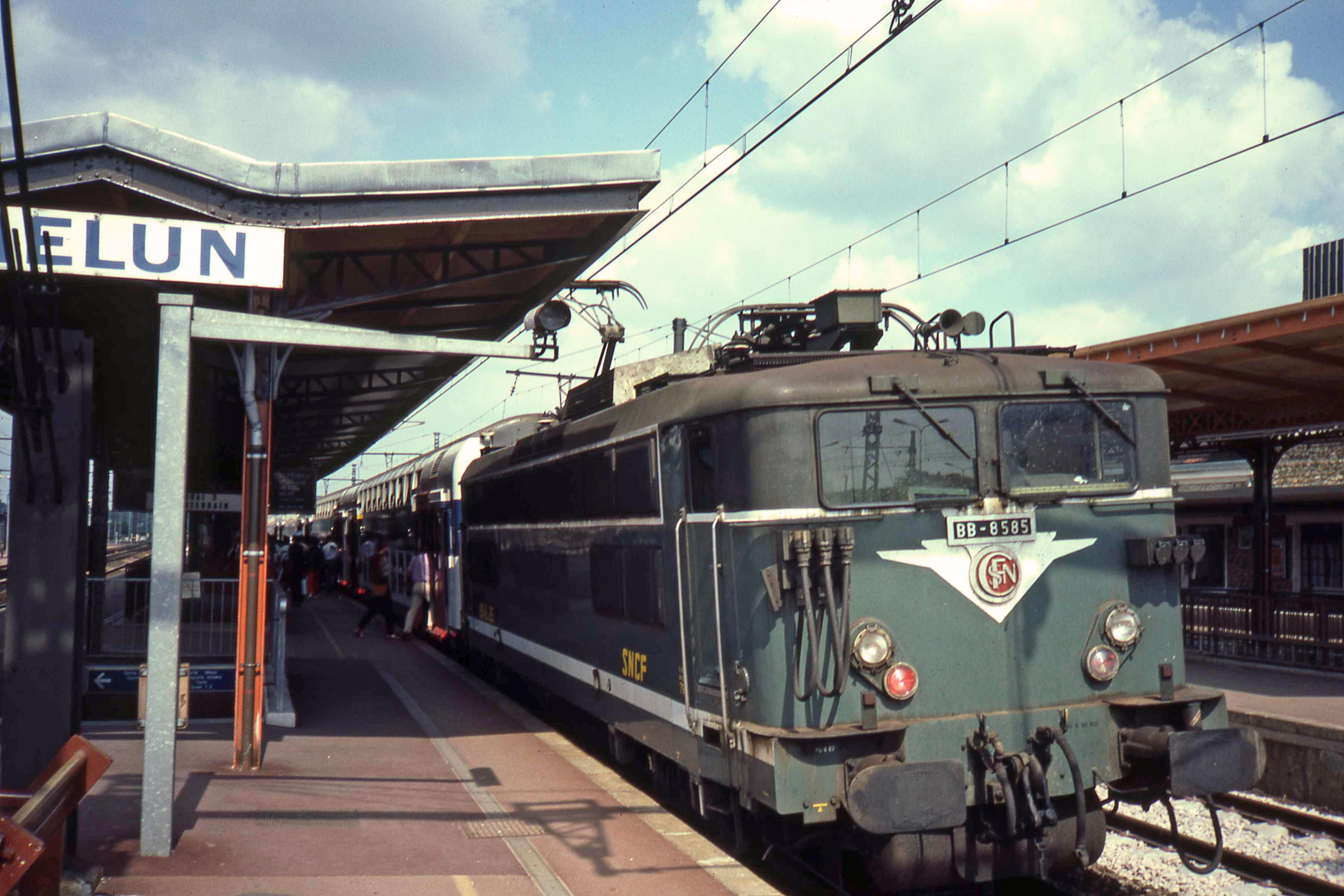
Uma locomotiva BB 8500 transportando um trem suburbano em 1984.
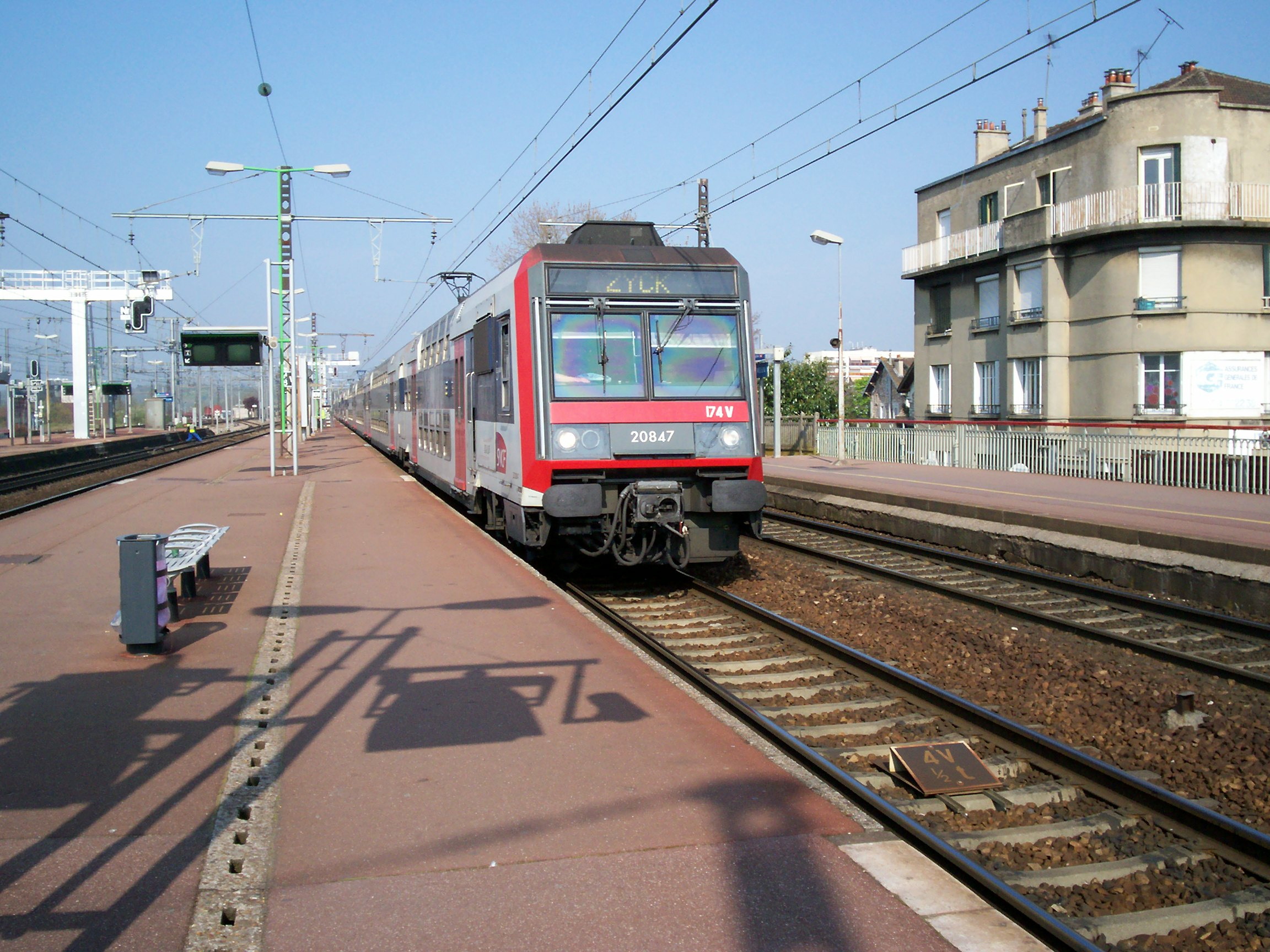
Um trem Z 20500 vindo de Paris em 2007.
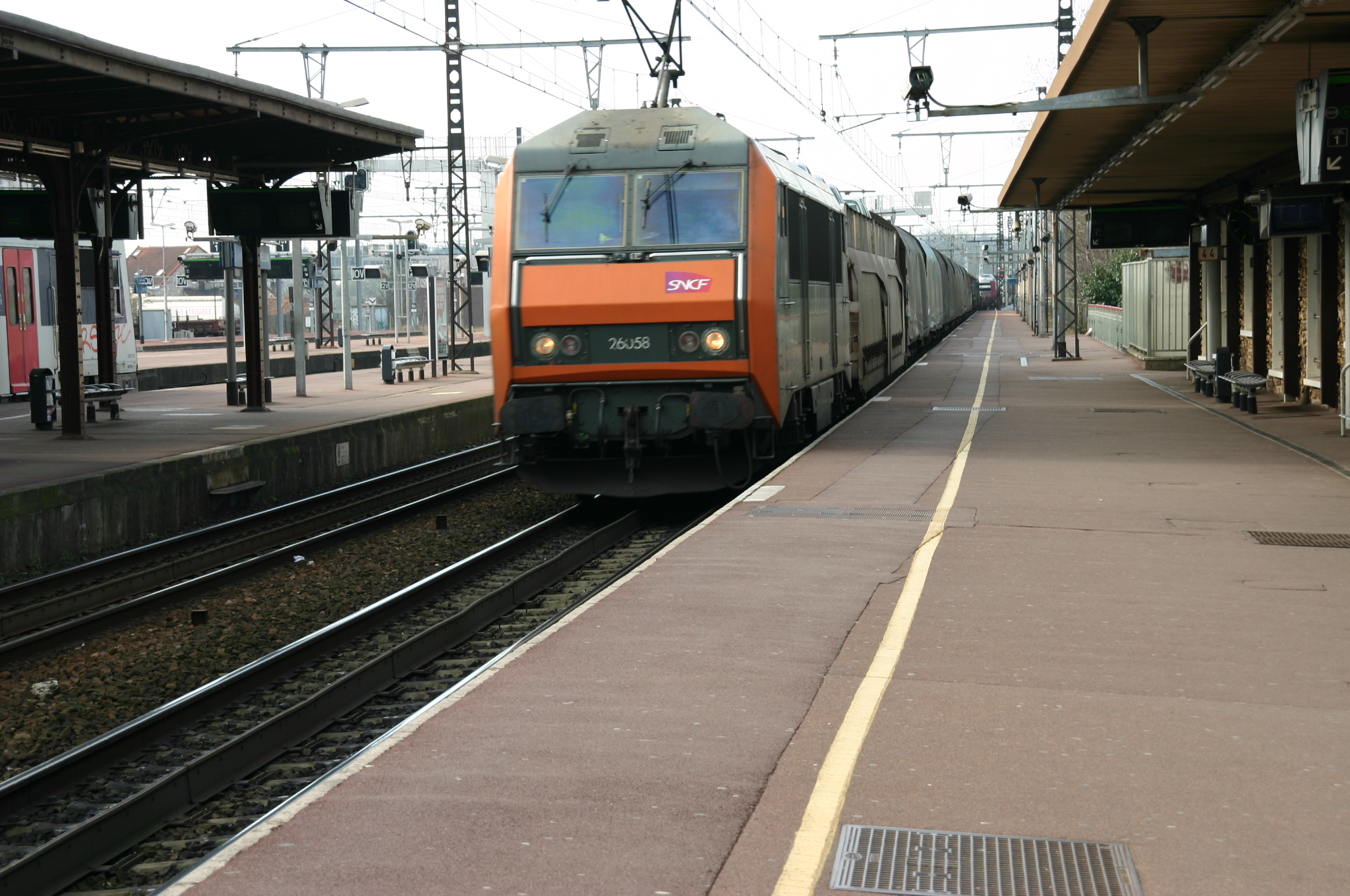
Uma locomotiva BB 26000 transportando um trem de carga.
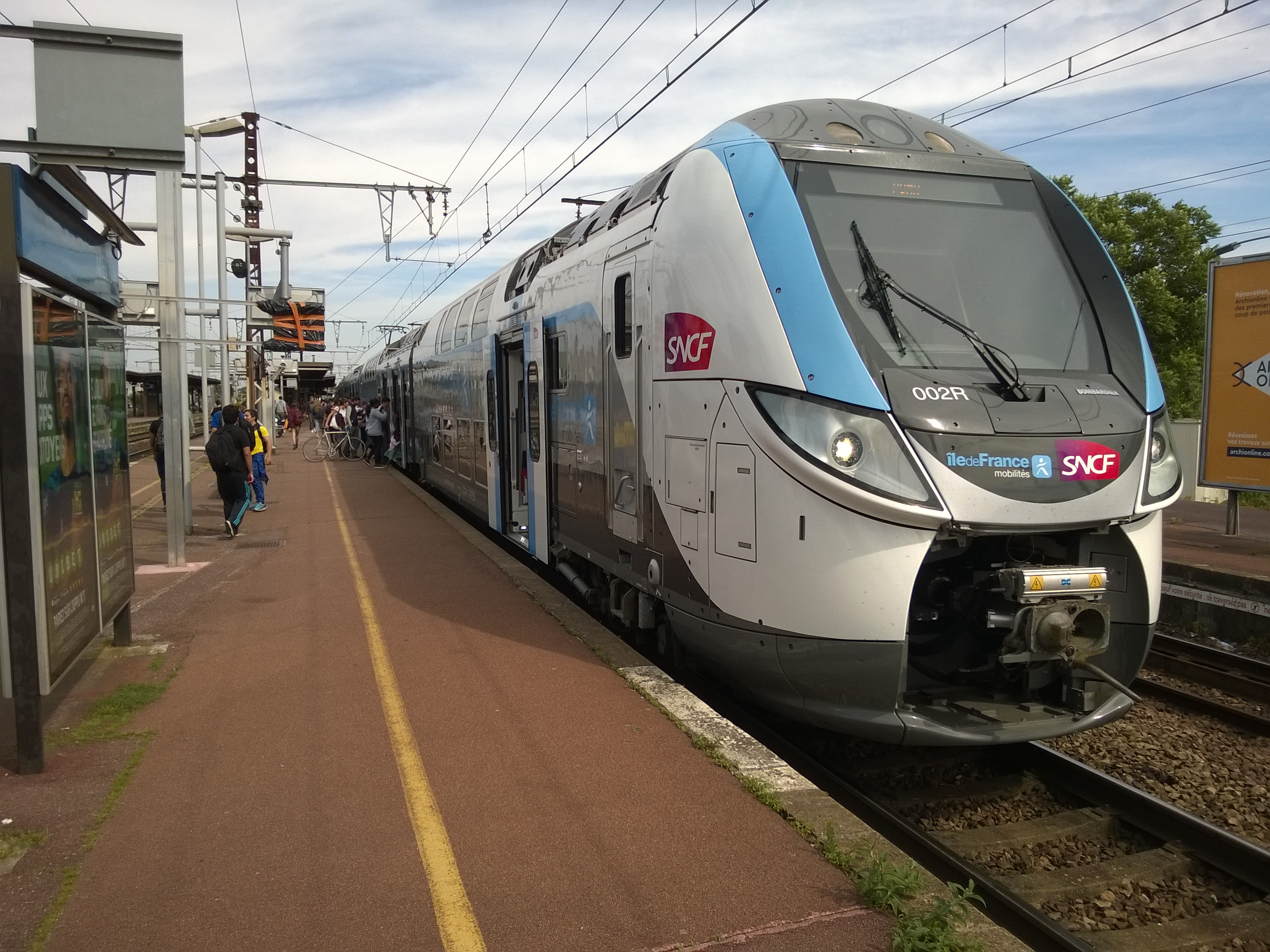
Um trem Regio 2N na plataforma em 2018.